# 拉维约勒
拉维约勒（法語：Ravilloles，法語發音：[ʁavijɔl]）是法国汝拉省的一个市镇，位于该省东南部，属于圣克洛德区。拉维约勒和另外相邻的24个市镇组成了上汝拉-圣克洛德公共社区。

## 地理
拉维约勒（46°25'32"N, 5°48'9"E）面积7.79 平方千米，位于法国勃艮第-弗朗什-孔泰大區汝拉省，该省份为法国东部内陆省份，北起上索恩省，西北接科多尔省，西临索恩-卢瓦尔省，南至安省，东与杜省和瑞士接壤。
与拉维约勒接壤的市镇（或旧市镇、城区）包括：莱克罗泽、莱谢尔、穆瓦朗昂蒙塔涅、科托迪利宗。

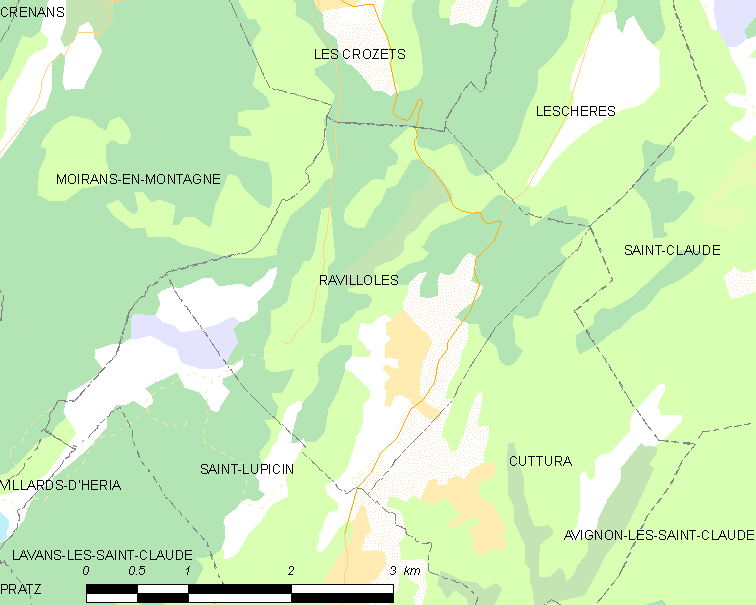
拉维约勒的OSM定位图

拉维约勒的时区为UTC+01:00、UTC+02:00（夏令时）。

## 行政
拉维约勒的邮政编码为39170，INSEE市镇编码为39453。

## 政治
拉维约勒所属的省级选区为圣克洛德县。

## 人口

1962-2008年间拉维约勒人口变化图示

拉维约勒于2022年1月1日时的人口数量为444人。